# Blindmäuse
Die Blindmäuse (Spalacinae) sind eine Unterfamilie der Mäuseartigen. Es handelt sich um unterirdisch lebende Nagetiere, die vortrefflich an ein Leben unter der Erde angepasst sind.

## Merkmale
Über die Augen ist Haut gewachsen, wodurch sie vollkommen funktionslos sind. Die Tiere haben weder Ohrmuscheln noch einen Schwanz. Der Körper ist walzenförmig, Kopf und Leib gehen nahezu übergangslos ineinander über. Die Füße sind klein. An den Seiten des Kopfes befinden sich braungelbe Tastborsten. Aus der breiten, hornigen Schnauze ragen breite Schneidezähne, auch wenn das Maul geschlossen ist. Diese Zähne benutzen die Blindmäuse zum Graben. Die Kopf-Rumpf-Länge liegt zwischen 15 und 30 Zentimeter.

## Lebensweise
Blindmäuse verbringen ihr ganzes Leben unter der Erde in einem verzweigten Gangsystem. Sie ernähren sich meist rein vegetarisch, manchmal ziehen sie ganze Pflanzen an ihren Wurzeln in die Erde.
Das Verbreitungsgebiet umfasst den östlichen Mittelmeerraum sowie die Umgebung des Schwarzen Meeres. Hier bewohnen Blindmäuse vor allem steppenartige Habitate.

## Systematik
Man unterteilt die Blindmäuse meistens in folgende zwei Gattungen mit insgesamt elf Arten:
- Ostblindmäuse (Spalax)
  - Mehely-Blindmaus (Spalax antiquus)
  - Sandblindmaus (Spalax arenarius)
  - Riesenblindmaus (Spalax giganteus)
  - Bukowina-Blindmaus (Spalax graecus)
  - Oltenien-Blindmaus (Spalax istricus)
  - Ostblindmaus oder Steppenblindmaus (Spalax microphthalmus)
  - Podolien-Blindmaus (Spalax zemni)
  - Kasachstan-Blindmaus (Spalax uralensis)
- Westblindmäuse (Nannospalax)
  - Ehrenberg-Blindmaus (Nannospalax ehrenbergi)
  - Westblindmaus (Nannospalax leucodon)
  - Anatolien-Blindmaus (Nannospalax xanthodon)

Andere Systematiken haben bis zu sechs Gattungen unterschieden und je nach Lehrmeinung drei bis vierzehn Arten. Wilson & Reeder 2005 unterschieden 13 Arten, die alle in der Gattung Spalax zusammengefasst wurden. Selbst zwischen morphologisch scheinbar völlig gleichen Tieren unterschiedlicher Populationen gibt es nach Untersuchungen von Savic und Nevo aus dem Jahr 1990 beträchtliche chromosomale Unterschiede. Eine Analyse der Chromosomen mehrerer Blindmaus-Populationen ergab eine wahrscheinliche Artenzahl von über dreißig. Allerdings nennen auch Savic und Nevo die acht Arten in zwei Gattungen, da erst eine umfassende phylogenetische Analyse Auskunft über die tatsächliche Einteilung geben könne.

## Forschung
Amerikanische Forscher haben im Immunsystem der Blindmäuse eine Besonderheit entdeckt. Blindmäuse können nicht an Krebs erkranken, da sie ab einem gewissen Stadium einen kollektiven Zelltod einleiten, der alle Krebszellen in kürzester Zeit zerstört. Die Ursache für dieses Phänomen wird dem Hormon IFN-Beta zugeschrieben, welches zur Gruppe der Interferone gehört.

## Belege
1. ↑  R.W. Norris: Genus Spalax und Genus Nannospalax. In: Don E. Wilson, T.E. Lacher, Jr., Russell A. Mittermeier (Herausgeber): Handbook of the Mammals of the World: Rodents 2. (HMW, Band 7) Lynx Edicions, Barcelona 2017, S. 137–142. ISBN 978-84-16728-04-6.
2. ↑  Spalacinae. In: Don E. Wilson, DeeAnn M. Reeder (Hrsg.): Mammal Species of the World. A taxonomic and geographic Reference. 2 Bände. 3. Auflage. Johns Hopkins University Press, Baltimore MD 2005, ISBN 0-8018-8221-4.
3. 1 2  Ido R. Savic, Eviatar Nevo: The Spalacidae: evolutionary history, speciation and population biology. In: Progress in Clinical and Biological Research. Nr. 335, 1990, ISSN 0361-7742, S. 129–153.
4. ↑  Thomas Wagner-Nagy: Forscher finden Anti-Krebs-Hormon in Blindmäusen. Spiegel.de, 7. November 2012